# Hugleville-en-Caux
Hugleville-en-Caux ist eine französische Gemeinde mit 420 Einwohnern (Stand: 1. Januar 2022) im Département Seine-Maritime in der Region Normandie. Die Gemeinde gehört zum Arrondissement Rouen und zum Kanton Yvetot. Die Bewohner werden Huglevillais und Huglevillaises genannt.

## Geografie
Hugleville-en-Caux liegt in der Landschaft Pays de Caux im Zentrum des Départements, etwa 22 Kilometer nordnordwestlich von Rouen. Nachbargemeinden von Hugleville-en-Caux sind Ancretiéville-Saint-Victor im Norden und Nordwesten, Gueutteville im Norden und Nordosten, Saint-Ouen-du-Breuil im Osten, Butot im Osten und Südosten, Sainte-Austreberthe im Süden sowie Émanville im Westen.

## Bevölkerungsentwicklung

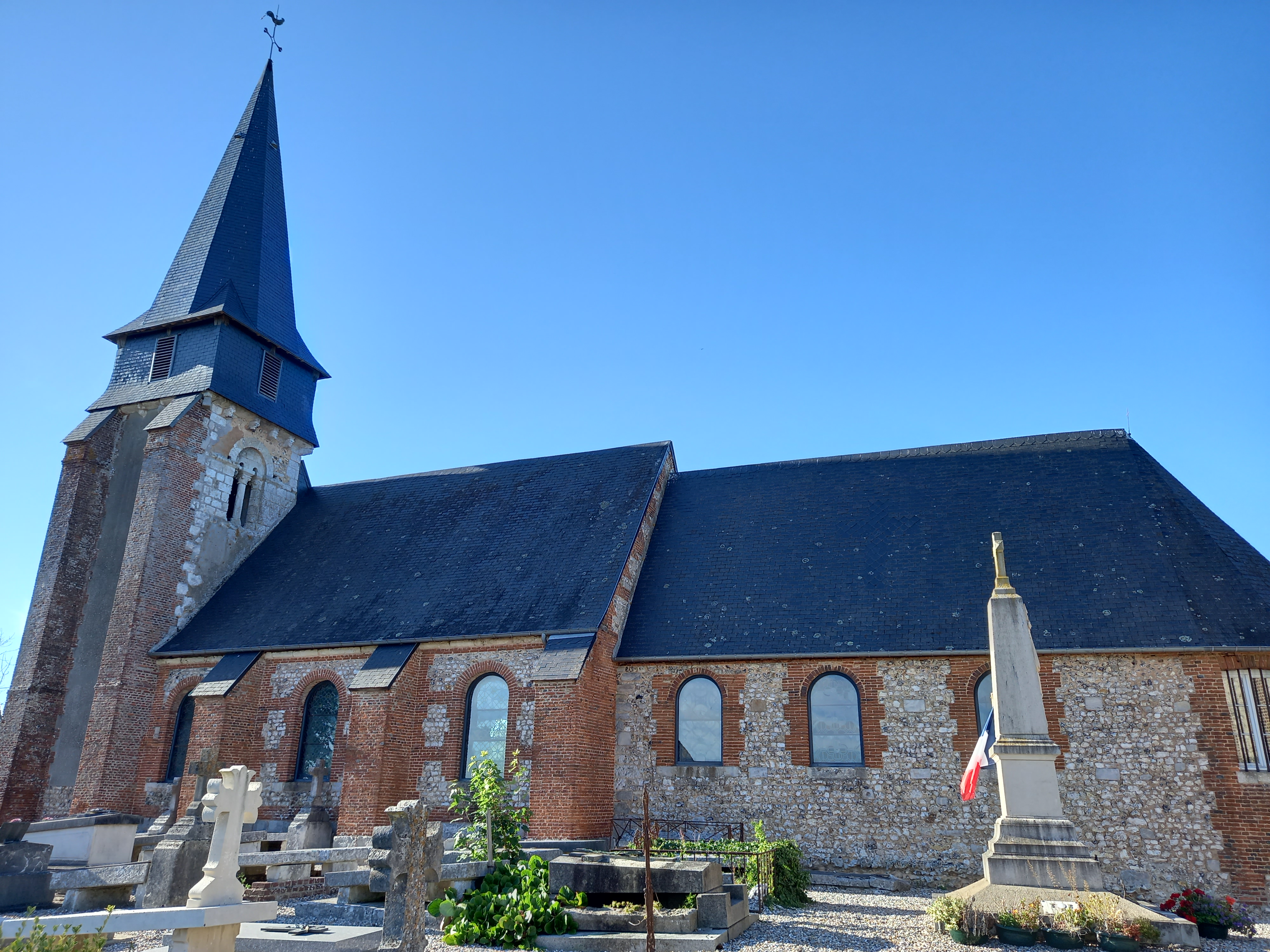
Pfarrkirche Notre-Dame-de-l'Assomption

| Jahr                       | 1962 | 1968 | 1975 | 1982 | 1990 | 1999 | 2006 | 2013 | 2020 |
| Einwohner                  | 237  | 222  | 230  | 275  | 302  | 290  | 352  | 420  | 429  |
| Quellen: Cassini und INSEE |      |      |      |      |      |      |      |      |      |

## Sehenswürdigkeiten
- Vom Bauwerk der Pfarrkirche Notre-Dame-de-l'Assomption im 11. Jahrhundert ist nur der Glockenturm übrig geblieben. Der ursprüngliche Bau ist beim Neubau der Kirche im Jahre 1754 vollständig verschwunden.
- Das Schloss Hugleville mit Park, Nebengebäuden und Taubenschlag wurde in den 1890er Jahren als Neubau auf Fundamenten des im gleichen Jahrhundert abgebrannten Vorgängerbaus errichtet. Die Geschichte der Familie geht bis in das 10. Jahrhundert mit der Ankunft der Wikinger zurück.
- Das zentrale Gebäude des Schlosses Grosfy wurde um 1750 als Jagdschloss erbaut. Es wird von zwei Flügeln aus den Jahren 1854 und 1860 flankiert. Das Schloss birgt heute einen Betrieb für Gästezimmer.
- Reste einer Turmhügelburg aus dem 10. oder 11. Jahrhundert